# Scalidognathus seticeps
Espèce
Scalidognathus seticeps est une espèce d'araignées mygalomorphes de la famille des Idiopidae.

## Distribution
Cette espèce est endémique du Sri Lanka.

## Publication originale
- Karsch, 1892 : Arachniden von Ceylon und von Minikoy gesammelt von den Herren Doctoren P. und F. Sarasin. Berliner Entomologische Zeitschrift, vol. 36, p. 267-310 (texte intégral).